# Ceratocephale andaman
Ceratocephale andaman är en ringmaskart som beskrevs av Hylleberg och Natewathana 1988. Ceratocephale andaman ingår i släktet Ceratocephale och familjen Nereididae. Inga underarter finns listade i Catalogue of Life.